# Manuel Gamio

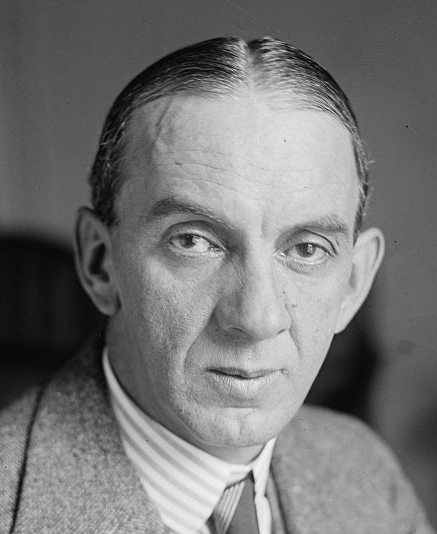
Manuel Gamio

Manuel Gamio (Mexico-Stad, 1883 – aldaar, 1960) was een Mexicaans antropoloog en archeoloog. Gamio gold als een van de voortrekkers van het indigenisme in Mexico.
Gamio was afkomstig uit Mexico-Stad. Hij studeerde mijnbouwtechniek maar maakte zijn studie niet af, en trok in plaats daarvan naar de haciënda van zijn familie in de staat Veracruz. Aldaar kwam hij in aanraking met de indiaanse bevolking en leerde Nahuatl. Hij keerde terug naar Mexico-Stad om antropologie te studeren, en kwam in contact met Zelia Nuttall, die hem naar de Columbia-universiteit stuurde, waar hij onder Franz Boas afstudeerde.
In 1910 keerde Gamio terug naar Mexico, waar hij de Nationale School voor Amerikaanse Archeologie en Etnologie oprichtte. In die tijd deed hij veldwerk in onder andere Azcapotzalco, Copilco en Chalchihuites in Mexico, maar onderzocht hij ook archeologische vindplaatsen in Guatemala en Ecuador. Tevens was hij de eerste die Teotihuacán aan een wetenschappelijke studie onderwierp.
Uit onvrede met de corruptie binnen het Mexicaanse ministerie van onderwijs verhuisde hij in 1925 naar Washington, waar hij bij de Social Science Research Council studies verrichtte naar Mexicaanse immigranten in de Verenigde Staten. In 1940 keerde hij terug naar Mexico.
Gamio was een van de meest uitgesproken vertegenwoordigers van het indigenisme, een stroming die zich verzette tegen de achterstelling van de indianen en de indiaanse culturen 'herontdekte'. Gamio verzette zich in het bijzonder tegen het evolutionaire denken dat stelde dat indianen slechts vooruitgang konden boeken als zij zich de mestiezencultuur eigen maakten. Hij bekritiseerde de Mexicaanse regering onder andere om het classificeren van Spaanssprekende indianen als 'blank' en om het feit dat zij indianen die volgens traditionele gebruiken getrouwd waren niet als gehuwd wilde erkennen.
Gamio organiseerde in 1940 een groot Pan-Amerikaans indigenistisch congres, en richtte twee jaar later het Inter-Amerikaans Indiaans Instituut op, dat hij tot 1960 zou blijven leiden.
- Biblioteca Nacional de España: XX1157535
- Bibliothèque nationale de France: cb12431426s (data)
- Catàleg d'autoritats de noms i títols de Catalunya: 981058520059806706
- CiNii: DA0150273X
- Gemeinsame Normdatei: 138887632
- International Standard Name Identifier: 0000 0000 8344 8011
- Library of Congress Control Number: n50015408
- Nationale Bibliotheek van Tsjechië: xx0328313
- Nationale Bibliotheek van Israël: 987007463231905171
- Nederlandse Thesaurus van Auteursnamen: 069798885
- SNAC: w6nw048x
- Système universitaire de documentation: 050518240
- Trove: 829836
- Virtual International Authority File: 76408460
- WorldCat: E39PBJgMwh4cjHb7xmJqjvbGHC